# Vår egen tid
Vår egen tid är en norsk svartvit dokumentärfilm från 1959 i regi av Sigval Maartmann-Moe efter ett manus av honom och Colbjørn Helander.
Filmen skildrar perioden från 1905, då kung Haakon VII kom till Norge, till uppskjutningen av den första rymdraketen under 1950-talet. Den utgörs av arkivfoto, både norskt och utländskt. Bland de personer som skildras finns Fridtjof Nansen, Christian Michelsen, Winston Churchill, Lloyd George, Franklin D. Roosevelt, Christian Krohg, Bjørnstjerne Bjørnson med flera.
Vår egen tid producerades av Norsk Film A/S och hade premiär den 5 maj 1959 i Norge. Jan Frydenlund och Rolf Kirkvaag kommenterade filmen och musiken komponerades av Jolly Kramer-Johansen.